# Stephanie Daley
Stephanie Daley è un film del 2006 con protagonista Amber Tamblyn diretto da Hilary Brougher.

## Trama
Durante una gita di scuola Stephanie (Amber Tamblyn) crolla a terra svenuta in una pozza di sangue. Viene ricoverata e delle visite mediche confermano che ha appena partorito, il bambino viene ritrovato in bagno morto con la carta igienica in bocca, perciò Stephanie viene accusata di "matricidio" perciò viene arrestata e il tribunale incarica la psicologa Lydie Crane (Tilda Swinton) di capire il perché del suo gesto.

## Distribuzione
In italia il film è inedito
- Stati Uniti d'America: 21 gennaio 2006
- Svizzera: 9 agosto 2006
- "UK": 21 agosto 2006
- Francia: 8 settembre 2006
- Austria: ottobre 2006
- Nuova Zelanda: 20 luglio 2007
- Australia: 9 agosto 2007
- Ungheria: 13 novembre 2008 (prima TV)
- Argentina: 15 luglio 2009 (uscita DVD)